# Hala OSiR Suwałki
Hala OSiR Suwałki − hala sportowa-widowiskowo-koncertowa w Suwałkach na której swoje mecze rozgrywa kilkunastokrotny mistrz polski w badmintona SKB Litpol-Malow Suwałki, a w latach 2010−2019 także drużyna siatkówki Ślepsk Suwałki. Hala posiada 460 miejsc siedzących z możliwością dostawienia 640 miejsc. W skład hali wchodzi duża hala o wymiarach 48, 44m x 23, 18 m do gry w piłkę siatkową, ręczną, nożną halową i do gry badmintona. Hala treningowa o wymiarach 23, 50 m x 14,9 m.,oraz całe zaplecze. Cała powierzchnia użytkowa obiektu wynosi 3.315 m². W hali odbywały się Mistrzostwa Polski w badmintonie 1989, 1990, 1991, 1996, 1999, 2001 i 2009.
W Hali OSiR organizowany jest coroczny Mikołajkowy Turniej Piłki Nożnej.

## Modernizacja
Hala w latach 2009–2010 przeszła generalny remont między innymi został wymieniony parkiet, zamontowano podwieszany sufit i nowe oświetlenie została też wybudowana ścianka wspinaczkowa, całkowity koszt inwestycji wyniósł 6,5 mln złotych.